# Embrithosaurus
Embrithosaurus è un genere estinto di rettili erbivori, appartenente ai pareiasauri. Visse nel Permiano medio (Capitaniano, circa 265 - 259 milioni di anni fa) e i suoi resti fossili sono stati ritrovati in Sudafrica.

## Descrizione
Questo animale era di grandi dimensioni e doveva superare i 2,5 metri di lunghezza. Il peso doveva aggirarsi intorno ai 600 chilogrammi. Embrithosaurus possedeva un corpo massiccio e coperto da osteodermi (piastre ossee immerse nella pelle), una coda corta e quattro arti particolarmente forti e robusti, che tenevano il corpo dell'animale sollevato dal terreno. Il cranio, in confronto a quello di altri pareiasauri come Pareiasaurus e Scutosaurus, era stretto e alto, ma la regione posteriore era anch'essa allargata e costituita da ossa fortemente ispessite. Gli osteodermi di Embrithosaurus erano sottili e dotati di una superficie liscia.
La specie tipo, Embrithosaurus schwarzi, era caratterizzata da una dentatura composta di elementi dotati di nove cuspidi marginali; i denti mascellari erano più ampi rispetto a quelli di altri pareiasauri, a causa delle cuspidi marginali che erano disposte più regolarmente attorno alla corona; l'apice della corona era privo del lungo tridente centrale a tre cuspidi. Nello scheletro postcranico, questa specie presentava un'ulna priva di processo dell'olecrano. La cresta iliaca possedeva un'espansione anteriore piatta e non allargata; le due creste iliache non erano parallele ma divergevano anteriormente, realizzando un angolo di circa 40° sul piano sagittale. La sinfisi pelvica era estremamente spessa, ed era alta quasi quanto la sua lunghezza. La specie E. strubeni, invece, era caratterizzata da denti di foggia più primitiva e da un cranio particolarmente profondo, dal muso appuntito e dalla regione giugale elevata. 

## Classificazione
Embrithosaurus è un tipico rappresentante dei pareiasauri, un gruppo di rettili arcaici sviluppatisi durante il Permiano medio e superiore, che raggiunsero dimensioni notevoli e si specializzarono in una dieta erbivora. Embrithosaurus, in particolare, era un pareiasauro piuttosto arcaico, e secondo le più recenti analisi filogenetiche formerebbe un clade insieme a Bradysaurus e a Nochelesaurus noto come Bradysauria, separato dai più recenti e derivati pareiasauri come Pareiasaurus, Scutosaurus, Deltavjatia ed Elginia.
Embrithosaurus venne descritto per la prima volta nel 1914 da D. M. S. Watson, sulla base di resti fossili ritrovati in Sudafrica in terreni del Permiano medio. La specie tipo è Embrithosaurus schwarzi, nota per vari esemplari provenienti dalla cosiddetta "zona a Tapinocephalus". Un'altra specie, E. strubeni, proviene dagli stessi orizzonti stratigrafici ed è stata descritta nel 1924 da Robert Broom, il quale inizialmente la attribuì al genere Bradysaurus; questa specie è stata poi attribuita anche al genere Nochelesaurus, ma a tutti gli effetti E. strubeni potrebbe essere considerata una forma transizionale tra i generi Embrithosaurus e Bradysaurus. 